# Ruby Corado
Ruby Corado (San Salvador, El Salvador, 1970) es una activista que fundó Casa Ruby, una organización LGBT bilingüe y multicultural en Washington D. C. Establecida en 2012, Casa Ruby identifica su misión como «crear historias de éxito entre personas transgénero, genderqueer y no conformes al género, homosexuales, lesbianas y bisexuales». En julio de 2022, Corado fue acusada de mala gestión de Casa Ruby, lo que obligó a la organización a cesar sus operaciones.

## Biografía
Corado emigró a Estados Unidos a los dieciséis años para escapar de la guerra civil en El Salvador. Se estableció en Washington D. C., por su cuenta. Como miembro de la comunidad LGBT y una joven inmigrante, Corado encontró desafiante adaptarse a su nueva comunidad. Descubrió lo difícil que era la mudanza y el establecimiento, y se dio cuenta de lo escasos que eran los recursos para la comunidad LGBTQ+ en Washington D. C. Este fue uno de sus primeros motivadores para ser parte de la creación de una comunidad acogedora para personas transgénero y otros miembros de la comunidad LGBTQ+.
Después de revelarse como un hombre gay en su adolescencia, Corado enfrentó intimidación por parte de otros por parecer un hombre femenino. En un incidente, fue atormentada en el baño de su escuela por chicos de su edad que la seguían y la atacaban por ser un «chico femenino». En casa, fue marginada por su propia familia. Posteriormente, aceptó su identidad como mujer transgénero. Esta experiencia la motivó en su activismo LGBTQ+.
Debido a contratiempos debido a su identidad como mujer transgénero, incluida la falta de vivienda, despidos laborales y violencia física, Corado no comenzó su transición hasta la década de 1990, cuando se sintió lo suficientemente segura y había estado viviendo en lo que consideraba un vecindario bien establecido. En 1995, la muerte de Tyra Hunter, una mujer transgénero que murió a causa de las lesiones sufridas en un accidente automovilístico después de que el personal de emergencias se negara a tratarla, motivó a Corado a involucrarse en la defensa de los derechos LGBTQ+. Comenzó a hacer trabajo voluntario en Whitman-Walker Health, un centro de salud centrado en la atención del VIH/SIDA para pacientes LGBTQ+. Unos años después, una vez que completó la transición de hombre a mujer, ganó el concurso de Miss Gay El Salvador, lo que implicaba la expectativa de realizar servicios comunitarios.
En un momento, Corado trabajó como trabajadora sexual para conocer hombres sin tener que decirles que era una mujer transgénero. Trabajó para una agencia que vendía cada encuentro por $300, aunque esta agencia se quedaba con la mayor parte de las ganancias que ella obtenía de su trabajo como acompañante. En 2008, su novio de ese momento irrumpió en la casa de Corado y la agredió sexualmente, lo que resultó en un trauma emocional. A pesar de denunciar el ataque, la policía ni investigó ni procesó al culpable. En el mismo año, hubo otra pelea entre Corado y su entonces novio, lo que la llevó a pasar una noche en la cárcel. Corado fue encarcelada con hombres en lugar de con mujeres, a pesar de identificarse como mujer. Se vio obligada a desnudarse frente a los otros hombres en la unidad de vivienda de la cárcel para hombres y a usar el baño frente a los hombres en su celda.
Como resultado de esta persecución y abuso, Corado dejó su trabajo diurno y comenzó a abusar gravemente de las drogas, lo que la llevó a quedarse sin hogar. Corado luchó con pensamientos suicidas mientras continuaba su carrera como activista. Buscó ayuda en un hospital psiquiátrico alrededor de 2011.

## Carrera

### Defensa de los transexuales
Corado se hizo ampliamente conocida después del asesinato de Bella Evangelista el 16 de agosto de 2003, una latina transgénero de 25 años, quien fue asesinada durante el mismo mes que otra mujer transgénero en Washington, D.C. Corado ayudó a organizar vigilias diarias y una marcha para exigir el fin de la violencia y el reconocimiento de los derechos humanos de las personas transgénero. Corado fue parte de la Coalición para Aclarar la Ley de Derechos Humanos de D.C. (posteriormente renombrada como la Coalición Trans de D.C.), que modificó la Ley de Derechos Humanos de D.C. para incluir protecciones por identidad o expresión de género, un cambio que entró en vigor en marzo de 2006.
Corado es una conferencista motivacional bilingüe y capacitadora en sensibilidad que habla sobre temas de justicia social relacionados con personas transgénero, individuos no conformes al género y el resto de la comunidad LGBTQ+. Realiza charlas motivacionales y capacitación en sensibilidad tanto en inglés como en español para educar a miembros de la comunidad LGBTQ+ que no hablan o entienden bien el inglés.
Corado ha expresado su oposición a la consideración de la administración Trump de definir el género de una persona en función de los genitales con los que nació. También ha participado en manifestaciones, sosteniendo carteles con mensajes como «¡Basta!» y «¡No seremos borrados!».

### Creación de Casa Ruby
Después de soportar ser víctima de la industria del sexo, maltrato por ser transgénero, falta de vivienda, batallas para cambiar su género en su tarjeta de identificación, un incidente casi fatal de violencia doméstica y la falta de apoyo y recursos para la comunidad LGBTQ+ en Washington D. C., Corado se propuso crear un espacio para apoyar a las personas transgénero y prevenir que ocurran crímenes de odio contra otras personas transgénero, así como contra otros miembros de la comunidad LGBTQ+. Corado buscaba crear un movimiento liderado por personas que la sociedad consideraba desechables.
En junio de 2012, con la ayuda de sus amigos y su comunidad, Corado fundó Casa Ruby, un centro bilingüe LGBTQ+ que ayuda a alojar, tratar y apoyar principalmente a jóvenes LGBTQ+. El primer edificio ocupaba tres pisos de una casa en Park View en Georgia Avenue NW. La organización se trasladó a Shepherd Park en 2018.
Aunque el centro tenía como objetivo principal servir a la comunidad latina trans, personas de otras razas e identidades de género de la comunidad LGBTQ+ también han recurrido a Casa Ruby. Hasta 2020, había varios establecimientos con aproximadamente 50 empleados y un alcance que afecta las vidas de más de 6,000 personas al año. Casa Ruby brinda servicios a grupos marginados que, debido al idioma o al estatus migratorio, pueden no saber qué recursos están disponibles para ellos. También ofrece servicios para víctimas de violencia, apoya a miembros pobres de la comunidad LGBTQ+, pruebas y riesgos de VIH, así como a víctimas de discriminación, con el objetivo de reducir la exclusión, la discriminación y el desánimo por ser abiertamente LGBTQ+. Casa Ruby proporciona servicios de empleo, intervención en crisis, grupos de apoyo, clases de inglés y servicios de inmigración. Otro servicio que ofrecen es un servicio de refugio/respiro de 24 horas para aquellos que han sido abandonados, están sin hogar o necesitan un lugar donde quedarse.
Su programa de colocación de viviendas va mucho más allá de su política de refugio de 24 horas. Ruby ha organizado múltiples programas de vivienda que van desde servicios de vivienda abiertos las 24 horas durante emergencias climáticas para prevenir la hipotermia y otras lesiones relacionadas con el clima en la comunidad sin hogar. Casa Ruby proporciona colocación de viviendas a corto plazo que ofrece servicios de vivienda consistentes a corto plazo durante tres a seis meses. Este programa es para personas de 18 a 24 años y está creado para ayudar a las personas a hacer la transición a situaciones de vivienda permanente. El programa de vivienda transitoria ofrece vivienda estable y apoyo durante hasta 18 meses, para ayudar a los clientes a encontrar respaldo educativo y fundacional antes de buscar vivienda independiente.
El programa «Servicios de Apoyo para Víctimas de Violencia» brinda asesoramiento individual y ayuda a cualquier víctima que haya sufrido abuso físico, mental o emocional. Casa Ruby también ofrece Servicios Sociales que pueden conectar a las personas con Trabajadores Sociales para ayudarlos a obtener identificaciones emitidas por el gobierno y muchas otras adquisiciones legales.
En octubre de 2021, Corado renunció a Casa Ruby después de la pérdida de $850 000 en financiamiento del Departamento de Servicios Humanos de D.C. En julio de 2022, Casa Ruby cerró con empleados y acreedores citando la falta de pago de salarios y deudas. Las fuentes de noticias no pudieron localizar inicialmente a Ruby Corado para hacer comentarios.
En agosto de 2022, la oficina del Fiscal General de D.C. presentó una demanda civil acusando a Corado de transferir dinero de las cuentas de Casa Ruby a sus cuentas privadas. La Fundación Wanda Alston, una organización del Distrito que sirve a jóvenes LGBTQ+ sin hogar y en riesgo, fue designada por un tribunal para actuar como receptora de Casa Ruby; tras una investigación, la fundación informó que Casa Ruby tenía más de $2 millones en deudas y «no tenía activos significativos», y luego presentó una demanda civil alegando que Corado había desviado más de $800,000. En marzo de 2023, la revista Washingtonian localizó a Corado en El Salvador y mantuvo tres teleconferencias durante un período de cuatro horas, durante las cuales ella negó cualquier mal comportamiento y afirmó que todas las transacciones financieras habían sido aprobadas por la junta directiva de Casa Ruby, y que había retirado el dinero para crear un ingreso «autosostenible» que haría a Casa Ruby menos dependiente del financiamiento gubernamental.

## Arresto
El 5 de marzo de 2024, Corado fue arrestada en un hotel de Laurel, Maryland, después de un retorno inesperado a los Estados Unidos. Se le acusa de desviar al menos $150,000 de $1.3 millones en fondos de ayuda de emergencia respaldados por los contribuyentes bajo el Programa de Protección de Nómina y el Programa de Préstamos por Daños Económicos a Cuentas bancarias privadas en el extranjero para su uso personal. Enfrenta cargos de fraude bancario, fraude electrónico, lavado de instrumentos monetarios, transacciones monetarias con ingresos derivados de actividades delictivas y de no presentar un informe de una cuenta bancaria extranjera.

## Vida privada
En 2014, Corado contrajo matrimonio con David Walker, y fue acompañada hacia el altar por el alcalde de Washington D. C., Vincent C. Gray.

## Premios y reconocimientos
Corado ha recibido múltiples premios y reconocimientos. Fue incluida en las listas «25 Activistas Latinx LGBT más Influyentes» de Latino Voice en 2009 y «Diez Latinos LGBTQ que nos Enorgullecen» de la revista XQSi en 2012. Fue nombrada Heroína del Orgullo Capital por Metro Weekly en 2005, y fue incluida en la Exhibición de Héroes del Proyecto de Historia LGBT Latino en 2007.
Los premios que ha recibido incluyen:
- Trans América en 2006

- Premio al Servicio Comunitario Heil-Balin de los Demócratas Stein en 2011

- Premio al Espíritu Engendrado del Orgullo Capital en 2011

- Premio al Servicio Distinguido de la Alianza de Activistas Gays y Lesbianas (GLLA) en 2012

- Premio al Activista del Año en los Premios Prismáticos Afroamericanos de 2012

- Premio al Servicio Comunitario del Centro Comunitario del DC Center en 2013
- Premio al Servicio Comunitario de Gays y Lesbianas Contra la Violencia en 2013